# Pequinès
El Pequinès és una raça de gos de joguina, originària de la Xina. La raça era preferida per la reialesa de la cort imperial xinesa com a gos de companyia, i el seu nom fa referència a la ciutat de Beijin (Pequín) on es troba la Ciutat Prohibida. La raça té diverses característiques i problemes de salut relacionats amb el seu aspecte únic. A causa de les seves característiques desitjables, el pequinès ha format part del desenvolupament de races creuades de disseny, com ara el peekapoo (creuat amb un Caniche) i el peke-a-tese (creuat amb un maltès).

## Història
Aquesta petita raça de gos és natural de la zona est asiàtica, i és considerada una desviació dels mítics gossos llanuts del Tibet. Derivació rere derivació, se'n coneixen les primeres documentacions oficials en gravats coreans de fa 4.000 anys, i altres del segle VIII immersos en la cort imperial de la Xina, en plena dinastia Hang.
Per a l'imperi, aquest animal sorgiria en una època mitològica, com ho conta la llegenda. Perdudament enamorat d'una petita mico, el rei lleó va demanar permís al déu Mag Hai Ho per a desposar-la. Si estàs disposat a sacrificar la teva força i la teva grandària, et dono el meu consentiment, fou la resposta del déu.
Així, segons la llegenda xinesa, va néixer el Pequinès. Valent i orgullós com el seu pare i petit, amorós i intel·ligent com la seva mare.
Adorat pel budisme, va ser convertit en símbol mateix d'aquesta religió. Capritx i passió de la família imperial, va viure durant segles en la Ciutat Prohibida a Pequín (d'aquí el patronímic de la raça), sense cap contacte amb el món exterior.
En aquesta època, el valor de joia de la família imperial d'aquesta raça de gossets, els feu promulgar lleis especials, per exemple una falta de protocol enfront d'ells es castigava amb presó; el robatori, el segrest o l'assassinat d'un pequinès es pagava directament amb la vida de l'infractor.
Durant molt van ser un privilegi per als nobles xinesos, essent-ne prohibida l'exportació. Els primers exemplars van entrar a Europa en l'any 1860 duts davant la reina Victòria d'Anglaterra (després de les incursions de l'Exèrcit Britànic a Pequín, on l'aspecte exòtic d'aquests gossets els van salvar de l'ajusticiament general portat a terme pels soldats) i trenta anys més tard es van presentar per primera vegada en l'exposició de Chester. I d'aquí a la seva moderna distribució, que en fa una raça molt coneguda de gossos de companyia, però no tan estesa com semblaria.
En el matí del 15 d'abril de 1912, un Pequinès dit "Sun Yat Sen", propietat del milionari britànic Henry Harper va ser un dels 3 gossos que van assolir de sobreviure al naufragi del Titànic.
Encara que en altres versions diuen que va sortir de l'encreuament de Gat/Gos per ordre del príncep Chuid.

## Descripció física
Els trets principals d'aquesta raça són:

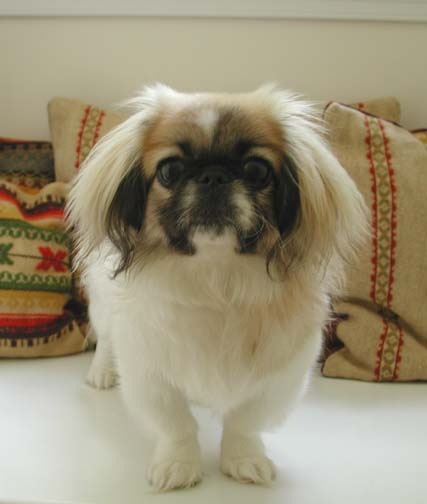
Cadell pequinès de vuit mesos

- Cap: El cap és massís per la grandària del gos. La part superior del crani és ampla i relativament plana. A la cara la pell té plecs.

- Ulls: Grossos, foscs, amb lluentor. Posicionats en la cara ben separats. Prominents i grossos, però molt vius.

- Stop: El stop, part frontal del cap sota el front, és ben pronunciat.

- Musell i boca: El musell i la boca són amples i curts, el musell camús. Vist de perfil, el front de la cara és gairebé vertical. Les dents usualment tendeixen a mostrar-se.

- Nas: Negre, ample i curt. Els orificis nasals grans i oberts. La part superior del nas ha de ser a l'altura del centre dels ulls.

- Orelles: amb pèl molt llarg. Col·locades altes en el cap en la part davantera del crani. El llarg de les orelles no ha d'excedir les mandíbules, el pèl és molt més llarg. Les manté caigudes pròximes a la cara.

- Coll: Curt i ample, massís. Cos: Massís per la seva grandària. El pit és ample, disminueix l'amplària del cos cap a la part de darrere. L'esquena la manté horitzontal.

- Pèl: El pelatge és de dos colors. El pèl extern és llarg, abundant, llis. En el coll i part davantera del cos té una cabellera. El pelatge interior és fi i dens; llanut. El pèl és més llarg, amb plomissol, en les orelles, cua, darrere de les potes i els peus.

- Color del pèl: Tots els colors, incloent-hi bicolor.

- Extremitats davanteres: Les potes davanteres són curtes i d'ossos amples. Les potes són arcades cap enfora. Els peus davanters són grossos, plans i lleugerament cap enfora.

- Extremitats del darrere: Les potes del darrere són de constitució més lleugera que les potes davanteres. Els peus del darrere són plans i apunten cap endavant.

- Cua: De molt pèl. Col·locada alta. La manté sobre l'esquena; pot posicionar-la sobre l'esquena doblegant-la cap a qualsevol dels dos costats.

- Pes: El seu pes és de 2 a 8 kg.

- Ventrada: Usualment la ventrada és de tres a quatre cadells. Es registren ventrades de fins a 9 cadells.

- Esperança de vida: Usualment de 13 a 14 anys, alguns superen aquesta edat.

## Descripció psicològica
Aquest gos és molt particular pel seu temperament. És independent, tossut, de molt mal geni i amic de les rutines. Té gustos molt clars i definits i, si l'amo no els compleix, no dubta a fer saber el seu descontentament. Quan s'afirma que és independent és perquè no és una raça amiga dels afalacs buits. No li agrada de ser massa tocada i els tractes amb nens són molt complexos. Altra clau d'aquesta raça és que, si no s'acostumen d'ençà d'una molt primera edat (cadell de 2 a 4 mesos), mai no deixaran que els posin collarets ni cadenes, no els suporten perquè no accepten sentir limitats els seus moviments ni la seva llibertat.
Pel que fa al seu mal geni, això significa que, en plenes demostracions afectuoses d'ells envers els seus amos més pròxims, són capaços de tenir atacs de fúria, en què mossegaran i grunyiran. Volen ser el centre d'atenció, demanen de ser integrats en totes les activitats familiars, d'un passeig fins als menjars, essent molt comú entre els propietaris d'aquests gossets, que aquests facin que seguin a taula.
La seva temeritat i valentia és proverbial. No dubten a imposar-se si veuen envaït el seu territori (encara que no ho sigui en realitat), sobre Pastors, Rottweilers, Santbernats o Grans Danesos. No dubten a atacar immediatament un gos de diverses vegades la seva grandària, i no pas amb crits i lladrucs, sinó corrent dret contra l'enemic, i atacant amb les seves urpes i ullals. Estimen la comoditat de la llar, evitaran a totes passades que els confonguin amb gossos "de classe baixa". Ells tenen el dret de compartir llit i menjar directament amb els amos. Jaços de plomes i menjar preparat per a ells. Aquesta és la seva manera de viure habitual. En les ocasions que cauen en la desgràcia de l'abandó, són tremendament vulnerables. Per aquest motiu, no es veu pequinesos vagabunds, atès que no sobreviu gaire temps sense la companyia humana.
No obstant el seu proverbial "mal geni", cal dir que tots no són iguals, i alguns poden ser fins i tot molt afectuosos. Els agrada estar sempre amb la família i fins i tot jugar amb nens. Són molt obedients i fàcils d'entrenar, però si es fa de la guisa apropiada, i per descomptat, en una prima edat.

## Salut
Estudi del Regne Unit del 2024 va trobar una esperança de vida de 13,3 anys per a la raça en comparació amb una mitjana de 12,7 per a les races pures i 12 per a les races creuades.
La principal causa de mort del pequinès, com per a moltes altres races de companyia, és un trauma.Els principals problemes de salut inclouen defectes neurològics i cardiovasculars.
Com a resultat de la cria per una cara cada cop més aplanada, la seva braquicefàlia pot provocar problemes de salut. Per tant, altres possibles problemes de la raça són problemes oculars i respiratoris, derivats del seu crani petit i la seva cara aplanada. A més, es poden desenvolupar espontàniament al·lèrgies cutànies (inclosos els punts calents) i úlceres oculars. El pequinès també pot desenvolupar queratoconjuntivitis seca (ull sec) i atròfia retiniana progressiva.